# Falcon Studios
Falcon Studios är ett amerikanskt företag som producerar homosexuell pornografisk film. Företaget etablerades under 1970-talet och är förlagt till San Francisco.
Falcon bildades av Charles (Chuck) Holmes, som dog av aids i september 2000. Mycket på grund av sin skapares öde så är numera företaget en filantropisk verksamhet som distribuerar sin vinst genom Charles M. Holmes Foundation till olika välgörande ändamål, bland annat sådana som rör hiv/aids och sådana som rör homosexuellas rättigheter.